# Сенковиці (Опольське воєводство)
Сенковиці (пол. Sękowice, нім. Sengwitz) — село в Польщі, у гміні Ниса Ниського повіту Опольського воєводства.
Населення — 128 осіб (2011).
У 1975-1998 роках село належало до Опольського воєводства.

## Демографія
Демографічна структура станом на 31 березня 2011 року:
|          | Загалом | Допрацездатний вік | Працездатний вік | Постпрацездатний вік |
| -------- | ------- | ------------------ | ---------------- | -------------------- |
| Чоловіки | 69      | 12                 | 47               | 10                   |
| Жінки    | 59      | 7                  | 34               | 18                   |
| Разом    | 128     | 19                 | 81               | 28                   |